# Lista de prêmios e indicações recebidos por Rosamund Pike
Esta é a lista completa de prêmios e indicações da atriz inglesa Rosamund Pike.

## Principais Prêmios e Indicações

### Oscar
| Ano  | Filme     | Categoria    | Resultado | Ref.  |
| ---- | --------- | ------------ | --------- | ----- |
| 2015 | Gone Girl | Melhor Atriz | Indicado  | [ 1 ] |

### BAFTA
| Ano  | Filme     | Categoria                | Resultado | Ref.  |
| ---- | --------- | ------------------------ | --------- | ----- |
| 2015 | Gone Girl | Melhor Atriz             | Indicado  | [ 1 ] |
| 2023 | Saltburn  | Melhor Atriz Coadjuvante | Indicado  | [ 2 ] |

### Globo de Ouro
| ano  | Filme         | Categoria                                   | Resultado | Ref.  |
| ---- | ------------- | ------------------------------------------- | --------- | ----- |
| 2015 | Gone Girl     | Melhor Atriz em Cinema - Drama              | Indicado  | [ 1 ] |
| 2019 | A Private War | Melhor Atriz em Cinema - Drama              | Indicado  | [ 1 ] |
| 2021 | I Care a Lot  | Melhor Atriz em Cinema - Comédia ou Musical | Venceu    |       |
| 2024 | Saltburn      | Melhor Atriz Coadjuvante em Cinema          | Indicado  |       |

### SAG Awards
| Ano  | Filme        | Categoria               | Resultado | Ref.  |
| ---- | ------------ | ----------------------- | --------- | ----- |
| 2010 | An Education | Melhor Elenco em Cinema | Indicado  |       |
| 2015 | Gone Girl    | Melhor Atriz Principal  | Indicado  | [ 1 ] |

### Emmy Awards
| Ano  | Filme               | Categoria                                         | Resultado | Ref. |
| ---- | ------------------- | ------------------------------------------------- | --------- | ---- |
| 2019 | Staten of The Union | Melhor atriz em série de comédia de curta duração | Venceu    |      |

## Outros prêmios e indicações

### AACTA International Awards
| ano  | nomeado por qual trabalho | Categoria              | Resultado | Ref. |
| ---- | ------------------------- | ---------------------- | --------- | ---- |
| 2014 | Gone Girl                 | Melhor atriz Principal | Indicado  |      |

### Austin Film Critics Association
| ano  | nomeado por qual trabalho | Categoria                | Resultado | Ref. |
| ---- | ------------------------- | ------------------------ | --------- | ---- |
| 2014 | Gone Girl                 | Melhor atriz coadjuvante | Venceu    |      |

### British Independent Film Awards
| ano  | nomeado por qual trabalho | Categoria                | Resultado | Ref. |
| ---- | ------------------------- | ------------------------ | --------- | ---- |
| 2004 | The Libertine             | Melhor atriz coadjuvante | [ 1 ]     |      |
| 2009 | An Education              | Melhor atriz coadjuvante | Indicado  |      |
| 2010 | Made in Dagenham          | Melhor atriz coadjuvante | Indicado  |      |

### Chicago Film Critics Association
| ano  | nomeado por qual trabalho | Categoria              | Resultado | Ref. |
| ---- | ------------------------- | ---------------------- | --------- | ---- |
| 2014 | Gone Girl                 | Melhor atriz principal | Indicado  |      |

### Critics' Choice Movie Awards
| ano  | nomeado por qual trabalho | Categoria              | Resultado | Ref. |
| ---- | ------------------------- | ---------------------- | --------- | ---- |
| 2014 | Gone Girl                 | Melhor atriz principal | Indicado  |      |

### Dallas-Fort Worth Film Critics Association
| ano  | nomeado por qual trabalho | Categoria              | Resultado | Ref. |
| ---- | ------------------------- | ---------------------- | --------- | ---- |
| 2014 | Gone Girl                 | Melhor atriz principal | Indicado  |      |

### Denver Film Critics Society Awards
| ano  | nomeado por qual trabalho | Categoria              | Resultado | Ref. |
| ---- | ------------------------- | ---------------------- | --------- | ---- |
| 2014 | Gone Girl                 | Melhor atriz Principal | Venceu    |      |

### Detroit Film Critics Society
| ano  | nomeado por qual trabalho | Categoria              | Resultado | Ref. |
| ---- | ------------------------- | ---------------------- | --------- | ---- |
| 2014 | Gone Girl                 | Melhor atriz Principal | Venceu    |      |

### Empire Awards
| ano  | nomeado por qual trabalho | Categoria              | Resultado | Ref.  |
| ---- | ------------------------- | ---------------------- | --------- | ----- |
| 2002 | Die Another Day           | Nova Estrela           | Venceu    | [ 1 ] |
| 2014 | Gone Girl                 | Melhor atriz Principal | Venceu    |       |

### Florida Film Critics Circle
| ano  | nomeado por qual trabalho | Categoria              | Resultado | Ref. |
| ---- | ------------------------- | ---------------------- | --------- | ---- |
| 2014 | Gone Girl                 | Melhor atriz Principal | Venceu    |      |

### Genie Awards
| ano  | nomeado por qual trabalho | Categoria                | Resultado | Ref. |
| ---- | ------------------------- | ------------------------ | --------- | ---- |
| 2007 | Fugitive Pieces           | Melhor atriz voadjuvante | Indicado  |      |
| 2010 | Barney's Version          | Melhor atriz Principal   | Indicado  |      |

### London Film Critics Circle
| ano  | nomeado por qual trabalho  | Categoria                | Resultado | Ref.  |
| ---- | -------------------------- | ------------------------ | --------- | ----- |
| 2005 | Pride & Prejudice          | Melhor atriz coadjuvante | Indicado  |       |
| 2009 | An Education               | Melhor atriz coadjuvante | Indicado  |       |
| 2010 | Made in Dagenham           | Melhor atriz coadjuvante | Indicado  |       |
| 2010 | Barney's Version           | Melhor atriz coadjuvante | Indicado  |       |
| 2014 | Gone Girl                  | Melhor atriz coadjuvante | Venceu    | [ 3 ] |
| 2014 | What We Did on Our Holiday | Melhor atriz coadjuvante | Venceu    | [ 3 ] |

### Online Film Critics Society
| ano  | nomeado por qual trabalho | Categoria              | Resultado | Ref. |
| ---- | ------------------------- | ---------------------- | --------- | ---- |
| 2014 | Gone Girl                 | Melhor atriz Principal | Venceu    |      |

### San Diego Film Critics Society
| ano  | nomeado por qual trabalho | Categoria              | Resultado | Ref. |
| ---- | ------------------------- | ---------------------- | --------- | ---- |
| 2014 | Gone Girl                 | Melhor atriz Principal | Indicado  |      |

### Sant Jordi Awards
| ano  | nomeado por qual trabalho | Categoria                                 | Resultado | Ref. |
| ---- | ------------------------- | ----------------------------------------- | --------- | ---- |
| 2014 | Gone Girl                 | Melhor atriz Principal[carece de fontes?] | Venceu    |      |

### Satellite Awards
| ano  | nomeado por qual trabalho | Categoria                | Resultado | Ref.  |
| ---- | ------------------------- | ------------------------ | --------- | ----- |
| 2011 | Barney's Version          | Melhor Atriz Coadjuvante | Indicado  |       |
| 2015 | Gone Girl                 | Melhor Atriz             | Indicado  |       |
| 2019 | A Private War             | Melhor Atriz - Drama     | Indicado  | [ 1 ] |
| 2023 | Saltburn                  | Melhor Atriz Coadjuvante | Indicado  | [ 1 ] |

### Saturn Awards
| Year | Nominated work | Category               | Result | Ref. |
| ---- | -------------- | ---------------------- | ------ | ---- |
| 2014 | Gone Girl      | Melhor atriz Principal | Venceu |      |

### St. Louis Gateway Film Critics Association
| ano  | nomeado por qual trabalho | Categoria              | Resultado | Ref. |
| ---- | ------------------------- | ---------------------- | --------- | ---- |
| 2014 | Gone Girl                 | Melhor atriz Principal | Venceu    |      |

### Washington D.C. Area Film Critics Association
| ano  | nomeado por qual trabalho | Categoria              | Resultado | Ref. |
| ---- | ------------------------- | ---------------------- | --------- | ---- |
| 2014 | Gone Girl                 | Melhor atriz Principal | Indicado  |      |